# Ladislav IV. Ogrski
Ladislav IV., znan tudi kot Ladislav Kuman (madžarsko IV. (Kun) László, hrvaško  Ladislav IV. Kumanac,  slovaško Ladislav IV. Kumánsky), je bil od leta 1272 do 1290 kralj Ogrske in Hrvaške, * 5. avgust 1262, † 10. julij 1290.
Ladislavov oče je bil ogrski kralj Štefan V., mati Elizabeta pa je bila hčerka poganskega kumanskega poglavarja, ki se je s svojim plemenom naselil na Ogrskem.  Pri sedmih letih so ga poročili z Elizabeto (Izabelo), hčerko sicilskega kralja Karla I. Ko je bil star deset let, ga je ugrabil in zaprl uporniški slavonski ban Joahim Gutkeled.
Med ujetništvom mu je 6. avgusta 1272 umrl oče. Med njegovo mladoletnostjo se je za oblast v državi med seboj vojskovalo več skupin baronov, med njimi Abasi, Kőszegisi in Gutkeledi. Ko ga je leta 1277  skupščina prelatov, baronov, plemičev in Kumanov razglasila za polnoletnega, je z Rudolfom II. Habsburškim  sklenil zavezništvo proti Otokarju II. Češkemu in ga z Rudolfovo pomočjo 26. avgusta 1278 premagal v bitki na Moravskem polju.
Ladislav kljub temu ni nogel vzpostaviti svoje oblasti. Na pomoč mu je prišel papežev legat, fermski škof Filip, ki se je po prihodu na Ogrsko zgrozil zaradi številnih poganskih Kumanov. Ladislav mu je obljubil, da jih bo pokristjanil, čemur so se Kumani odločno uprli. Ker se je kralj nato postavil na njihovo stran, ga je Filip izobčil. Kumani so nato  za povračilo aretirali papeževega legata, legatovi pristaši pa Ladislava. Ladislav je na začetku leta 1280 pristal, da bo na silo pokristjanil Kumane. Veliko Kumanov se je temu ponovno uprlo in odšlo iz države.
Ladislav je leta 1282 premagal kumansko vojsko, ki je napadla Ogrsko. Ogrska je preživela tudi invazijo Mongolov leta 1285. Kralj je zaradi nje postal nepriljubljen, ker je mnogo podložnikov menilo, da je izzval invazijo Mongolov. 
Leta 1286 je aretiral svojo ženo in začel živeti s svojo kumansko priležnico. V zadnjih letih življenja je s svojimi kumanskimi zavezniki pohajkoval po državi, nesposoben da bi obvladal vplivne mogotce in škofe. Papež Nikolaj IV. je nameraval proti njemu organizirati križarski pohod, vendar so Ladislava  pred tem umorili trije kumanski morilci.

## Otroštvo (1262-1272)
Ladislav je bil najstarejši sin Štefana V. in njegove žene Elizabete Kumanske. Elizabeta je bila hčerka poglavarja Kumanov, ki so priselili na Ogrsko. Bila je poganka in se je pred poroko s Štefanom pokristjanila.
Spori med Ladislavovim očetom in starim očetom so leta 1264 prerasli v državljansko vojno. Bélova vojska pod poveljstvom njegove sestre Ane je osvojila grad Sárospatak, v katerem sta bivala Ladislav in njegova mati, in ju zaprla. Ladislav je bil sprva zaprt v gradu Turóc, dva meseca kasneje pa so ga poslali na dvor Bélovega zeta, krakovskega vojvode  Boleslava V. Sramežljivega. Po sklenitvi miru marca 1265 so Ladislava osvobodili in vrnili očetu.
Ladislavov oče je septembra 1269 sklenil zavezništvo s sicilskim kraljem Karlom I. Anžujskim in skladno s pogodbo svojega sedem let starega sina zaročil z deset let staro Karlovo hčerko Elizabeto. Otroka sta se leta 1270 poročila.
Béla IV. je 3. maja 1270 umrl. Nasledil ga ja Ladislavov oče. Novi monarh ni mogel utrditi svoje oblasti. Bélova najbližja svetovalca, vojvodinja Ana in palatin Henrik Kőszegi, sta zapustila državo in iskala pomoč pri Aninem zetu, češkem kralju Otokarju II.  Přemyslu. Proti Štefanu V. se je obrnil tudi slavonski ban Joahim Gutkeled in poleti 1272 ugrabil Ladislava. Zadržaval ga je v trdnjavi v Koprivnici. Zgodovinar Pál Engel domneva, da je nameraval prisiliti Štefana V., da bi Ogrsko razdelil s sinom Ladislavom. Štefan je oblegal Koprivnico, vendar je ni uspel zavzeti.  Kmalu zatem je smrtno zbolel in 6. avgusta 1272 umrl. 

## Vladanje

### Mladoletnost (1272-1277)
Joachim Gutkeled se je takoj, ko je izvedel za Štefanovo smrt, odpravil v Székesfehérvár, da bi organiziral Ladislavovo kronanje. Pridružila se mu je Ladislavova mati, kar je razkačilo Štefanove pristaše, ki so jo obtožili, da je rovarila proti svojemu možu. Štefanov glavni zakladnik Egyed Monoszló je začel oblegati njeno palačo v Székesfehérváruju, vendar so ga Gutkeledovi zavezniki pregnali. Pobegnil je v Pressburg (sedaj Bratislava, Slovaška), ga zasedel in predal Otokarju II.
Nadškof Filip Esztergomski je okrog 3. septembra 1272 v Székesfehérvárju Ladislava kronal za ogrskega kralja. Desetletni kralj je teoretično vladal pod regentstvom svoje matere, v resnici pa so kraljestvo upravljale skupine  baronov s svojimi pristaši. Novembra istega leta so se  s Češke vrnili Henrik  Kőszegi in njegovi pristaši in ubili Ladislavovega bratranca Bélo Mačvanskega. Njegove obsežne posesti ob južni meji kraljestva so si razdelili Kőszegi in njegovi zavezniki. Aprila 1273 sta na Ogrsko vdrli avstrijska in moravska vojska, da bi se maščevali za ogrske vdore v Avstrijo in Moravsko. Napadalci so zasedli Győr in Szombathely in oplenili zahodne ogrske pokrajine. Obe trdnjavi  je mesec kasneje osvobodil Joachim Gutkeled, potem pa je  jeseni Ogrsko napadel Otokar II. in osvojil veliko trdnjav, vključno z Győrom in Sopronom.
Peter Csák in njegovi zavezniki so odstranili z oblasti Joahima Gutkeleda in Henrika Kőszegija, potem pa sta Gutkeled in Kőszegi junija 1274 zajela Ladislava in njegovo mater. Peter Csák ju je osvobodil, Gutkeled in Kőszegi pa sta aretirala Ladislavovega mlajšega brata Andreja in ga odpeljala v Slavonijo. V Andrejevem  imenu sta zahtevala Slavonijo, toda Peter Csák je konec septembra v bitki pri  Polgárdiju  porazil njuno združeno vojsko. Kőszegi je v bitki padel. Peter Csák in Ladislav sta se zatem odpravila na pohod proti Kőszegijevemu sinu.
Proti koncu leta 1274 sta novi nemški kralj Rudolf I. Habsburški  in Ladislav sklenila zavezništvo proti češkemu kralju Otokarju II.
Ladislav je nato večkrat resno zbolel, vendar je ozdravel. Njegovo ozdravitev so imeli za čudež njegove pobožne tete Margarete, ki je pripomogel njeni kanonizaciji leta 1275. Še istega leta je izbruhnila nova državljanska vojna med Joahimom Gutkeledom in Petrom Csákom. Ladislav je bil v njej na Csákovi strani. Gutkeledu je kljub temu uspelo odstraniti z oblasti svoje nasprotnike in okrog 21. junija 1276 v Budimu organizirati skupščino baronov in plemičev.
Ladislav je izkoristil vojno med Rudolfom I. in Otokarjem II, in jeseni napadel Avstrijo. Sopron je kmalu sprejel njegovo oblast in Otokar II. mu je obljubil, da mu bo vrnil vsa mesta v zahodni Ogrski, ki jih je okupiral. Leta 1277 se je na Ogrskem  kljub temu začel nov konflikt: transilvanski Sasi so zasedli in opustošili Gyulafehérvár  (sedaj Alba Iulia, Romunija), v katerem je bil sedež transilvanskega škofa. V Slavoniji so se istočasno  Babonići.

### Prva leta polnoletnosti (1272–1277)
Joahim Gutkeled je med spopadi z  Babonići aprila 1277 umrl. Mesec dni kasneje je skupščina prelatov, baronov, plemičev in Kumanov Ladislava razglasila za polnoletnega. Petnajstletnemu kralju so predali vse kraljeve posesti, da bi lahko  na vse mogoče načine ponovno vzpostavil notranji mir. Ladislav je najprej  napadel Ivana  Kőszegija v Transdanubiji, vendar ga ni uspel premagati.
Ko je kraljeva vojska zasedla trdnjavo Adorján (zdaj Adrian, Romunija), ki je bila v posesti upornega Nikolaja Geregyeja, je Ladislav zgodaj spomladi 1278 sklical »generalno skupščino« sedmih  grofij ob reki Tisi.  Na skupščini so oba  uporna lokalna plemiča  obsodili na smrt.   Kőszegi je poskusil proti Ladislavu naščuvati  Andreja III. Benečana, bratranca Ladislavovega očeta.  Andrej je za svoje usluge zahteval Slavonijo, vendar se je moral brez uspeha vrniti v Benetke.
Ladislav se je 11. novembra 1277 v  Hainburgu na Donavi sestal z Rudolfom I. Nemškim in potrdil njuno zavezništvo proti Otokarju II. Češkemu. Naslednje leto se je s svojo vojsko pridružil Rudolfu v napadu na Otokarja in odigral pomembno vlogo v Rudolfovi zmagi v bitki na Moravskem polju 26. avgusta 1278. Otokar je v bitki padel. Po bitki se je Rudolf I. Ladislavu zahvalil za »pomoč, s katero je ponovno pridobil celo Avstrijo in Štajersko«.

### Kumansko vprašanje (1278–1285)
Papež Nikolaj III. je 22. septembra 1278 na Ogrsko poslal svojega legata, fermskega škofa Filipa, da bi Ladislavu pomagal vzpostaviti trdno oblast. Filip je prišel na Ogrsko na začetku leta 1279. Ladislav je z njegovo pomočjo s Kőszegijem sklenil mir.
Škof je kmalu ugotovil,  da je večina Kumanov na Ogrskem še vedno poganov. Od kumanskih poglavarjev je dobil svečano obljubo, da bodo opustili svoje poganske običaje, od mladega kralja pa prisego, da  bo obljube kumanskih poglavarjev udejanil. Na skupščini v Tétényju so sprejeli zakone, ki so v skladu s škofovimi zahtevami predpisali, da morajo Kumani zapustiti  svoje šotore in se preseliti v stalna bivališča. Kumani se teh zakonov niso držali, Ladislav, na pol Kuman, pa jih v to ni silil. Škof Filip ga je zato oktobra 1279 izobčil in Ogrsko postavil pod interdikt. Ladislav se je pridružil Kumanom in pozval Sveti sedež, da prekliče njegovo izobčenje, kar je papež zavrnil.
Kumani so na Ladislavov ukaz na začetku  januarja 1280 ujeli Filipa Fermskega in ga aretirali, ogrski palatin Finta Aba pa je zato ujel Ladislava in ga predal transilvanskemu vojvodi Rolandu Borsi. Škofa in kralja so po   manj kot dveh mesecih ujetništva osvobodili. Ladislav se je moral znova zaobljubiti, da bo prisilil Kumane k spoštovanju zakonov. Mnogo Kumanov se  škofovim zahtevam ni uklonilo in se odločilo, da zapusti Ogrsko. Ladislav jih je spremjal vse do Szalánkeména (sedaj Stari Slankamen, Srbija), vendar jih ni moge odvrniti od odhoda preko meje.
Ladislav se je  nato  odpravil na pohod proti Abi in spomladi 1281 zasegel njegove gradove.  Po pisanju v  Avstrijski rimani kroniki je škof Filip Fermski približno takrat zapustil Ogrsko in izjavil, da se tja ne bo vrnil »niti na zahtevo svetega očeta«.
Južne ogrske pokrajine je leta 1282 napadla kumanska vojska. Ilustrirana kronika piše, da je Ladislav »kot hrabri Jozuet odšel (proti Kumanom), da bi se boril za svoje ljudstvo in kraljestvo«. Pri jezeru Hód blizu Hódmezővásárhelyja je premagal napadalce.
Konec leta 1282 je začel oblegati Kőszegijev  grad  Borostyánkő (sedaj Bernstein im Burgenland, Avstrija).  Kőszegi se je uspešno upiral in kralja prisilil, da se je na začetku leta 1283 umaknil. Kasneje se je z njim celo  spravil in bil še pred 6. julijem imenovan za palatina. Ladislav je zapustil svojo ženo Izabelo in se še pred koncem leta preselil h Kumanom.

### Zadnja leta vladanja (1285-1290)
Januarja 1285 so Ogrsko napadli Mongoli iz Zlate horde pod poveljstvom kanov Talabuge in Nogaja.  Po pisanju Ilustrirane kronike so »povzročili strašno opustošenje po celi državi vzhodno od Donave«. Več lokalnih vojsk, med njimi vojska v Regécu, se jim je uspešno uprlo. Mongoli so se po dveh mesecih postošenja  umaknili.
Ladislav je zaradi naklonjenosti do Kumanov  postal zelo nepriljubljen. Številni podložniki so ga obtožili, da je prav on izzval napad  Mongolov. Ladislav je v resnici zaposlil mnogo mongolskih vojnih ujetnikov (nyögér) za zatiranje upora v Szepességu septembra 1285. Izbral je kumanski življenjski slog, vključno z oblačili in pričesko, in za priležnico vzel kumansko dekle. Esztergomski  nadškof Lodomer  je izjavil, da »Ladislav nečistuje s svojo izbrano priležnico Ajduo, ki je strupen gad«.
Ladislav je septembra 1286 zaprl svojo ženo in vse njene dohodke podelil svoji priležnici. Septembra naslednjega leta je nadškof Lodomer osvobodil kraljico Izabelo in sklical prelate, barone in plemiče na skupščino v Budimu, na kateri so Ladislava izobčili. Besni kralj je po Lodomerjevem pisanju izjavil, da bo »začel z esztergomskim nadškofom in njegovimi pomožnimi škofi in nato s pomočjo tatarskih sabelj uničil vse do Rima«.
Baroni so januarja 1288 v Szepességu ujeli Ladislava in ga prisilili na podpis pogodbe s škofom Lodomerjem. Škof je preklical Ladislavovo izobčenje pod pogojem, da bo živel skladno s krščansko moralo. Ladislav je svojo obljubo prelomil. Ugrabil je svojo sestro Elizabeto, opatinjo dominikanskega samostana Blažene Device Marije na Zajčjem otoku v Budimpešti, in jo »dal v zakon češkemu aristokratu Zavisu Falkensteinskenu«. Po pisanju nadškofa Lodomerja je ob tem izjavil: »Če bi imel petnajst ali še več sester v prav toliko samostanih, bi jih ugrabil in jih zakonito ali nezakonito poročil, da bi preko njih dobil skupino podpornikov, ki bi me podprla pri uveljavljanju moje volje«.
Zadnjih deset let življenja je preživel v pohajkovanju po državi. Centralna ogrska oblast je izgubila svojo moč, ker so v kraljestvu neodvisno od kralja  zavladali baroni in prelati. Ivan Kőszegi in njegovi bratje, na primer, so začeli vojno proti avstrijskemu vojvodi Albertu I., v katero  Ladislav  ni posegel, čeprav so Avstrijci zasedli najmanj trideset trnjav ob zahodni meji kraljestva.
Kőszegiji so ogrsko krono ponudili Andreju Benečanu, ki je na začetku leta 1290 prišel na Ogrsko. Eden od njihovih nasprotnikov ga je ujel in predal vojvodi Albertu. Papež Nikolaj III. je celo načrtoval križarski pohod proti Ladislavu, venda so Ladislava pred tem v gradu Körösszeg (sedaj Cheresig, Romunija) 10. julija 1210 umorili  trije kumanski morilci. Njegove morilce so ujeli in usmrtili.
Papež Nikolaj IV. je po njegovi smrti ukazal preiskavo, da bi ugotovil »ali je kralj umrl kot katoliški kristjan«. Rezultati preiskave niso znani. Chronicon Budense   piše, da je bil Ladislav pokopan v stolnici v  Csanádu (zdaj Cenad,  Romunija). Njegov naslednik Andrej Benečan in papež Benedikt VIII. sta Ladislava naslavljala s »slavnega spomina«.

## Družinsko drevo
|  |                                 |  |  |  |  |  |  |  |  |  |  |  |  |  |  |  |
|  | 16. Béla III. Ogrski            |  |  |  |  |  |  |  |  |  |  |  |  |  |  |  |
|  |                                 |  |  |  |  |  |  |  |  |  |  |  |  |  |  |  |
|  |                                 |  |  |  |  |  |  |  |  |  |  |  |  |  |  |  |
|  | 8. Andrej II. Ogrski            |  |  |  |  |  |  |  |  |  |  |  |  |  |  |  |
|  |                                 |  |  |  |  |  |  |  |  |  |  |  |  |  |  |  |
|  |                                 |  |  |  |  |  |  |  |  |  |  |  |  |  |  |  |
|  | 17. Neža Antioška               |  |  |  |  |  |  |  |  |  |  |  |  |  |  |  |
|  |                                 |  |  |  |  |  |  |  |  |  |  |  |  |  |  |  |
|  |                                 |  |  |  |  |  |  |  |  |  |  |  |  |  |  |  |
|  | 4. Béla IV. Ogrski              |  |  |  |  |  |  |  |  |  |  |  |  |  |  |  |
|  |                                 |  |  |  |  |  |  |  |  |  |  |  |  |  |  |  |
|  |                                 |  |  |  |  |  |  |  |  |  |  |  |  |  |  |  |
|  | 18. Bertold, meranijski vojvoda |  |  |  |  |  |  |  |  |  |  |  |  |  |  |  |
|  |                                 |  |  |  |  |  |  |  |  |  |  |  |  |  |  |  |
|  |                                 |  |  |  |  |  |  |  |  |  |  |  |  |  |  |  |
|  | 9. Gertruda Meranijska          |  |  |  |  |  |  |  |  |  |  |  |  |  |  |  |
|  |                                 |  |  |  |  |  |  |  |  |  |  |  |  |  |  |  |
|  |                                 |  |  |  |  |  |  |  |  |  |  |  |  |  |  |  |
|  | 2. Štefan V. Ogrski             |  |  |  |  |  |  |  |  |  |  |  |  |  |  |  |
|  |                                 |  |  |  |  |  |  |  |  |  |  |  |  |  |  |  |
|  |                                 |  |  |  |  |  |  |  |  |  |  |  |  |  |  |  |
|  | 10. Teodor I. Laskaris          |  |  |  |  |  |  |  |  |  |  |  |  |  |  |  |
|  |                                 |  |  |  |  |  |  |  |  |  |  |  |  |  |  |  |
|  |                                 |  |  |  |  |  |  |  |  |  |  |  |  |  |  |  |
|  | 5. Marija Laskarina             |  |  |  |  |  |  |  |  |  |  |  |  |  |  |  |
|  |                                 |  |  |  |  |  |  |  |  |  |  |  |  |  |  |  |
|  |                                 |  |  |  |  |  |  |  |  |  |  |  |  |  |  |  |
|  | 22. Aleksej III. Angel          |  |  |  |  |  |  |  |  |  |  |  |  |  |  |  |
|  |                                 |  |  |  |  |  |  |  |  |  |  |  |  |  |  |  |
|  |                                 |  |  |  |  |  |  |  |  |  |  |  |  |  |  |  |
|  | 11. Ana Komnena Angelina        |  |  |  |  |  |  |  |  |  |  |  |  |  |  |  |
|  |                                 |  |  |  |  |  |  |  |  |  |  |  |  |  |  |  |
|  |                                 |  |  |  |  |  |  |  |  |  |  |  |  |  |  |  |
|  | 23. Evfrozina Dukaina Kamatera  |  |  |  |  |  |  |  |  |  |  |  |  |  |  |  |
|  |                                 |  |  |  |  |  |  |  |  |  |  |  |  |  |  |  |
|  |                                 |  |  |  |  |  |  |  |  |  |  |  |  |  |  |  |
|  | 1. Ladislav IV. Ogrski          |  |  |  |  |  |  |  |  |  |  |  |  |  |  |  |
|  |                                 |  |  |  |  |  |  |  |  |  |  |  |  |  |  |  |
|  |                                 |  |  |  |  |  |  |  |  |  |  |  |  |  |  |  |
|  | 6. Sejhan, kumanski poglavar    |  |  |  |  |  |  |  |  |  |  |  |  |  |  |  |
|  |                                 |  |  |  |  |  |  |  |  |  |  |  |  |  |  |  |
|  |                                 |  |  |  |  |  |  |  |  |  |  |  |  |  |  |  |
|  | 3. Elizabeta Kumanska           |  |  |  |  |  |  |  |  |  |  |  |  |  |  |  |
|  |                                 |  |  |  |  |  |  |  |  |  |  |  |  |  |  |  |
|  |                                 |  |  |  |  |  |  |  |  |  |  |  |  |  |  |  |

### Primarni viri
- Simon of Kéza: The Deeds of the Hungarians. Uredila in prevedla  László Veszprémy in Frank Schaer (1999). CEU Press. ISBN 963-9116-31-9.
- The Hungarian Illuminated Chronicle: Chronica de Gestis Hungarorum. Uredil  Dezső Dercsényi) (1970). Corvina, Taplinger Publishing. ISBN 0-8008-4015-1.

### Sekundarni viri
- Bárány, Attila (2012). »The Expansion of the Kingdom of Hungary in the Middle Ages (1000–1490)«.  V Berend, Nóra (ur.). The Expansion of Central Europe in the Middle Ages. Ashgate Variorum. str. 333–380. ISBN 978-1-4094-2245-7.
- Bartl, Július; Čičaj, Viliam; Kohútova, Mária; Letz, Róbert; Segeš, Vladimír; Škvarna, Dušan (2002). Slovak History: Chronology & Lexicon. Bolchazy-Carducci Publishers, Slovenské Pedegogické Nakladatel'stvo. ISBN 0-86516-444-4.
- Berend, Nora (2001). At the Gate of Christendom: Jews, Muslims and 'Pagans' in Medieval Hungary, c. 1000–c. 1300. Cambridge University Press. ISBN 978-0-521-02720-5.
- Engel, Pál (2001). The Realm of St Stephen: A History of Medieval Hungary, 895–1526. I.B. Tauris Publishers. ISBN 1-86064-061-3.
- Fine, John V. A (1994). The Late Medieval Balkans: A Critical Survey from the Late Twelfth Century to the Ottoman Conquest. The University of Michigan Press. ISBN 0-472-08260-4.
- Érszegi, Géza; Solymosi, László (1981). »Az Árpádok királysága, 1000–1301 [The Monarchy of the Árpáds, 1000–1301]«.  V Solymosi, László (ur.). Magyarország történeti kronológiája, I: a kezdetektől 1526-ig [Historical Chronology of Hungary, Volume I: From the Beginning to 1526] (v madžarščini). Akadémiai Kiadó. str. 79–187. ISBN 963-05-2661-1.
- Klaniczay, Gábor (2002). Holy Rulers and Blessed Princes: Dynastic Cults in Medieval Central Europe. Cambridge University Press. ISBN 0-521-42018-0.
- Kontler, László (1999). Millennium in Central Europe: A History of Hungary. Atlantisz Publishing House. ISBN 963-9165-37-9.
- Kristó, Gyula; Makk, Ferenc (1996). Az Árpád-ház uralkodói [Rulers of the House of Árpád] (v madžarščini). I.P.C. Könyvek. ISBN 963-7930-97-3.
- Kristó, Gyula (1994). »IV. (Kun) László [Ladislaus IV the Cuman]«.  V Kristó, Gyula; Engel, Pál; Makk, Ferenc (ur.). Korai magyar történeti lexikon (9–14. század) [Encyclopedia of the Early Hungarian History (9th–14th centuries)] (v madžarščini). Akadémiai Kiadó. str. 396. ISBN 963-05-6722-9.
- Kristó, Gyula (2003). Háborúk és hadviselés az Árpádok korában [Wars and Tactics under the Árpáds] (v madžarščini). Szukits Könyvkiadó. ISBN 963-9441-87-2.
- Makk, Ferenc (1994). »Mária 2. [Mary, 2nd entry]«.  V Kristó, Gyula; Engel, Pál; Makk, Ferenc (ur.). Korai magyar történeti lexikon (9–14. század) [Encyclopedia of the Early Hungarian History (9th–14th centuries)] (v madžarščini). Akadémiai Kiadó. str. 444. ISBN 963-05-6722-9.
- Sălăgean, Tudor (2005). »Regnum Transilvanum. The assertion of the Congregational Regime«.  V Pop, Ioan-Aurel; Nägler, Thomas (ur.). The History of Transylvania, Vol. I. (Until 1541). Romanian Cultural Institute (Center for Transylvanian Studies). str. 233–246. ISBN 973-7784-00-6.
- Treadgold, Warren (1997). A History of the Byzantine State and Society. Stanford University Press. ISBN 0-8047-2630-2.
- Žemlička, Josef (2011). »The Realm of Přemysl Ottokar II and Wenceslas II«.  V Pánek, Jaroslav; Tůma, Oldřich (ur.). A History of the Czech Lands. Charles University in Prague. str. 106–116. ISBN 978-80-246-1645-2.
- Zsoldos, Attila (2007). Családi ügy: IV. Béla és István ifjabb király viszálya az 1260-as években [A family affair: The Conflict between Béla IV and King-junior Stephen in the 1260s] (v madžarščini). História, MTA Történettudományi Intézete. ISBN 978-963-9627-15-4.

| Ladislav IV. Ogrski ÁrpádovciRojen: 1262 Umrl: 10. julij 1290 |                                  |                        |
| Vladarski nazivi                                              |                                  |                        |
| Predhodnik: Štefan V.                                         | Kraj Ogrske in Hrvaške 1272–1290 | Naslednik: Andrej III. |